# 鼠咬症
鼠咬症（そこうしょう）とは、異なる2種の原因菌により起こる、別の感染症の総称であり、人獣共通感染症の一つ。鼠咬熱（そこうねつ、英: rat-bite fever）とも呼ばれる。鼠咬症スピロヘータ感染症および、モニリホルム連鎖桿菌感染症が存在する。

## 原因
鼠咬症スピロヘータ感染症の原因菌はSpirillum minus、モニリホルム連鎖桿菌感染症の原因菌はStreptobacillus moniliformis（ストレプトバチルス・モニリホルム）。

## 疫学
ヒトはネズミの咬傷により感染する。日本では前者による疾病が多い。

## 症状
前者では感染1~2週間後に発熱、咬傷部の潰瘍、局所リンパ節の腫脹。後者では感染10日以内に発熱、頭痛、多発性関節炎、局所リンパ節の腫脹。両者とも心内膜炎、肺炎、肝炎などを発症することもある。両者とも一般にネズミに対しては無症状。

## 治療
感受性のある抗生物質を使用する。

## 予防
- ネズミの防除。